# Castoraeschna corbeti
Castoraeschna corbeti là loài chuồn chuồn trong họ Aeshnidae. Loài này được Carvalho, Pinto & Ferreira mô tả khoa học đầu tiên năm 2009.